# Norwood (Pensilvania)
Norwood es un borough ubicado en el condado de Delaware en el estado estadounidense de Pensilvania. En el año 2000 tenía una población de 5,985 habitantes y una densidad poblacional de 2,889.7 personas por km².

## Geografía
Norwood se encuentra ubicado en las coordenadas 39°53′18″N 75°17′50″O / 39.88833, -75.29722

## Demografía
Según la Oficina del Censo en 2000 los ingresos medios por hogar en la localidad eran de $47,043 y los ingresos medios por familia eran $54,983. Los hombres tenían unos ingresos medios de $41,667 frente a los $28,315 para las mujeres. La renta per cápita para la localidad era de $20,513. Alrededor del 7.6% de la población estaba por debajo del umbral de pobreza.